# Världsmästerskapet i innebandy för damer 2021
Världsmästerskapet i innebandy för damer 2021 var det trettonde världsmästerskapet för damer och spelades mellan den 27 november och 5 december 2021 i Uppsala i Sverige. Mästerskapet vanns av Sverige, som i finalen besegrade Finland efter övertid med 4–3

## Gruppspel

### Grupp A
| Nr | Lag      | S | V | O | F | GM | IM | MS  | P |
| -- | -------- | - | - | - | - | -- | -- | --- | - |
| 1  | Tjeckien | 3 | 3 | 0 | 0 | 19 | 4  | +15 | 6 |
| 2  | Schweiz  | 3 | 2 | 0 | 1 | 21 | 7  | +14 | 4 |
| 3  | Polen    | 3 | 1 | 0 | 2 | 10 | 16 | −6  | 2 |
| 4  | Lettland | 3 | 0 | 0 | 3 | 4  | 27 | −23 | 0 |

|             | 27 november 2021 | Tjeckien | 5 – 2                   | Schweiz | IFU Arena A                                                     |                                                                 |
| 19:30 UTC+1 | 19:30 UTC+1      |          | (1–1, 1–0, 3–1) Rapport |         | Uppsala · Publik: 245 · Domare: · Timo Jarvi · Pertti Kirsila · | Uppsala · Publik: 245 · Domare: · Timo Jarvi · Pertti Kirsila · |
| 19:30 UTC+1 | 19:30 UTC+1      |          |                         |         | Uppsala · Publik: 245 · Domare: · Timo Jarvi · Pertti Kirsila · | Uppsala · Publik: 245 · Domare: · Timo Jarvi · Pertti Kirsila · |
| 19:30 UTC+1 | 19:30 UTC+1      |          |                         |         | Uppsala · Publik: 245 · Domare: · Timo Jarvi · Pertti Kirsila · | Uppsala · Publik: 245 · Domare: · Timo Jarvi · Pertti Kirsila · |

|             | 28 november 2021 | Polen | 6 – 4                   | Lettland | IFU Arena A                                                         |                                                                     |
| 10:00 UTC+1 | 10:00 UTC+1      |       | (3–1, 2–1, 1–2) Rapport |          | Uppsala · Publik: 88 · Domare: · Lucie Hejnova · Barbora Beranova · | Uppsala · Publik: 88 · Domare: · Lucie Hejnova · Barbora Beranova · |
| 10:00 UTC+1 | 10:00 UTC+1      |       |                         |          | Uppsala · Publik: 88 · Domare: · Lucie Hejnova · Barbora Beranova · | Uppsala · Publik: 88 · Domare: · Lucie Hejnova · Barbora Beranova · |
| 10:00 UTC+1 | 10:00 UTC+1      |       |                         |          | Uppsala · Publik: 88 · Domare: · Lucie Hejnova · Barbora Beranova · | Uppsala · Publik: 88 · Domare: · Lucie Hejnova · Barbora Beranova · |

|             | 29 november 2021 | Schweiz | 13 – 00                 | Lettland | IFU Arena A                                                         |                                                                     |
| 16:00 UTC+1 | 16:00 UTC+1      |         | (4–0, 3–0, 6–0) Rapport |          | Uppsala · Publik: 45 · Domare: · Martin Reichelt · Tomas Kostinek · | Uppsala · Publik: 45 · Domare: · Martin Reichelt · Tomas Kostinek · |
| 16:00 UTC+1 | 16:00 UTC+1      |         |                         |          | Uppsala · Publik: 45 · Domare: · Martin Reichelt · Tomas Kostinek · | Uppsala · Publik: 45 · Domare: · Martin Reichelt · Tomas Kostinek · |
| 16:00 UTC+1 | 16:00 UTC+1      |         |                         |          | Uppsala · Publik: 45 · Domare: · Martin Reichelt · Tomas Kostinek · | Uppsala · Publik: 45 · Domare: · Martin Reichelt · Tomas Kostinek · |

|             | 29 november 2021 | Tjeckien | 6 – 2                   | Polen | IFU Arena A                                                          |                                                                      |
| 19:00 UTC+1 | 19:00 UTC+1      |          | (2–0, 1–2, 3–0) Rapport |       | Uppsala · Publik: 105 · Domare: · Jörgen Andersson · Olle Eliasson · | Uppsala · Publik: 105 · Domare: · Jörgen Andersson · Olle Eliasson · |
| 19:00 UTC+1 | 19:00 UTC+1      |          |                         |       | Uppsala · Publik: 105 · Domare: · Jörgen Andersson · Olle Eliasson · | Uppsala · Publik: 105 · Domare: · Jörgen Andersson · Olle Eliasson · |
| 19:00 UTC+1 | 19:00 UTC+1      |          |                         |       | Uppsala · Publik: 105 · Domare: · Jörgen Andersson · Olle Eliasson · | Uppsala · Publik: 105 · Domare: · Jörgen Andersson · Olle Eliasson · |

|             | 30 november 2021 | Lettland | 0 – 8                   | Tjeckien | IFU Arena A                                                          |                                                                      |
| 13:00 UTC+1 | 13:00 UTC+1      |          | (0–4, 0–2, 0–2) Rapport |          | Uppsala · Publik: 123 · Domare: · Jörgen Andersson · Olle Eliasson · | Uppsala · Publik: 123 · Domare: · Jörgen Andersson · Olle Eliasson · |
| 13:00 UTC+1 | 13:00 UTC+1      |          |                         |          | Uppsala · Publik: 123 · Domare: · Jörgen Andersson · Olle Eliasson · | Uppsala · Publik: 123 · Domare: · Jörgen Andersson · Olle Eliasson · |
| 13:00 UTC+1 | 13:00 UTC+1      |          |                         |          | Uppsala · Publik: 123 · Domare: · Jörgen Andersson · Olle Eliasson · | Uppsala · Publik: 123 · Domare: · Jörgen Andersson · Olle Eliasson · |

|             | 30 november 2021 | Schweiz | 6 – 2                   | Polen | IFU Arena A                                                     |                                                                 |
| 19:45 UTC+1 | 19:45 UTC+1      |         | (3–1, 1–1, 2–0) Rapport |       | Uppsala · Publik: 307 · Domare: · Timo Jarvi · Pertti Kirsila · | Uppsala · Publik: 307 · Domare: · Timo Jarvi · Pertti Kirsila · |
| 19:45 UTC+1 | 19:45 UTC+1      |         |                         |       | Uppsala · Publik: 307 · Domare: · Timo Jarvi · Pertti Kirsila · | Uppsala · Publik: 307 · Domare: · Timo Jarvi · Pertti Kirsila · |
| 19:45 UTC+1 | 19:45 UTC+1      |         |                         |       | Uppsala · Publik: 307 · Domare: · Timo Jarvi · Pertti Kirsila · | Uppsala · Publik: 307 · Domare: · Timo Jarvi · Pertti Kirsila · |

### Grupp B
| Nr | Lag       | S | V | O | F | GM | IM | MS  | P |
| -- | --------- | - | - | - | - | -- | -- | --- | - |
| 1  | Sverige   | 3 | 3 | 0 | 0 | 51 | 6  | +45 | 6 |
| 2  | Finland   | 3 | 2 | 0 | 1 | 25 | 11 | +14 | 4 |
| 3  | Slovakien | 3 | 1 | 0 | 2 | 11 | 29 | −18 | 2 |
| 4  | Tyskland  | 3 | 0 | 0 | 3 | 0  | 41 | −41 | 0 |

|             | 27 november 2021 | Sverige | 22 – 30                 | Slovakien | IFU Arena A                                                                |                                                                            |
| 17:00 UTC+1 | 17:00 UTC+1      |         | (8–1, 6–1, 8–1) Rapport |           | Uppsala · Publik: 1 123 · Domare: · Christian Crivelli · Davide Rampoldi · | Uppsala · Publik: 1 123 · Domare: · Christian Crivelli · Davide Rampoldi · |
| 17:00 UTC+1 | 17:00 UTC+1      |         |                         |           | Uppsala · Publik: 1 123 · Domare: · Christian Crivelli · Davide Rampoldi · | Uppsala · Publik: 1 123 · Domare: · Christian Crivelli · Davide Rampoldi · |
| 17:00 UTC+1 | 17:00 UTC+1      |         |                         |           | Uppsala · Publik: 1 123 · Domare: · Christian Crivelli · Davide Rampoldi · | Uppsala · Publik: 1 123 · Domare: · Christian Crivelli · Davide Rampoldi · |

|             | 27 november 2021 | Tyskland | 00 – 15                 | Finland | IFU Arena A                                                          |                                                                      |
| 19:00 UTC+1 | 19:00 UTC+1      |          | (0–4, 0–6, 0–5) Rapport |         | Uppsala · Publik: 149 · Domare: · Martin Reichelt · Tomas Kostinek · | Uppsala · Publik: 149 · Domare: · Martin Reichelt · Tomas Kostinek · |
| 19:00 UTC+1 | 19:00 UTC+1      |          |                         |         | Uppsala · Publik: 149 · Domare: · Martin Reichelt · Tomas Kostinek · | Uppsala · Publik: 149 · Domare: · Martin Reichelt · Tomas Kostinek · |
| 19:00 UTC+1 | 19:00 UTC+1      |          |                         |         | Uppsala · Publik: 149 · Domare: · Martin Reichelt · Tomas Kostinek · | Uppsala · Publik: 149 · Domare: · Martin Reichelt · Tomas Kostinek · |

|             | 28 november 2021 | Sverige | 20 – 00                  | Tyskland | IFU Arena A                                                          |                                                                      |
| 19:00 UTC+1 | 19:00 UTC+1      |         | (11–0, 7–0, 2–0) Rapport |          | Uppsala · Publik: 814 · Domare: · Martin Reichelt · Tomas Kostinek · | Uppsala · Publik: 814 · Domare: · Martin Reichelt · Tomas Kostinek · |
| 19:00 UTC+1 | 19:00 UTC+1      |         |                          |          | Uppsala · Publik: 814 · Domare: · Martin Reichelt · Tomas Kostinek · | Uppsala · Publik: 814 · Domare: · Martin Reichelt · Tomas Kostinek · |
| 19:00 UTC+1 | 19:00 UTC+1      |         |                          |          | Uppsala · Publik: 814 · Domare: · Martin Reichelt · Tomas Kostinek · | Uppsala · Publik: 814 · Domare: · Martin Reichelt · Tomas Kostinek · |

|             | 28 november 2021 | Slovakien | 2 – 7                   | Finland | IFU Arena A                                                          |                                                                      |
| 18:15 UTC+1 | 18:15 UTC+1      |           | (1–2, 0–3, 1–2) Rapport |         | Uppsala · Publik: 118 · Domare: · Jörgen Andersson · Olle Eliasson · | Uppsala · Publik: 118 · Domare: · Jörgen Andersson · Olle Eliasson · |
| 18:15 UTC+1 | 18:15 UTC+1      |           |                         |         | Uppsala · Publik: 118 · Domare: · Jörgen Andersson · Olle Eliasson · | Uppsala · Publik: 118 · Domare: · Jörgen Andersson · Olle Eliasson · |
| 18:15 UTC+1 | 18:15 UTC+1      |           |                         |         | Uppsala · Publik: 118 · Domare: · Jörgen Andersson · Olle Eliasson · | Uppsala · Publik: 118 · Domare: · Jörgen Andersson · Olle Eliasson · |

|             | 29 november 2021 | Slovakien | 6 – 0                   | Tyskland | IFU Arena A                                                             |                                                                         |
| 13:00 UTC+1 | 13:00 UTC+1      |           | (3–0, 3–0, 0–0) Rapport |          | Uppsala · Publik: 56 · Domare: · Christian Crivelli · Davide Rampoldi · | Uppsala · Publik: 56 · Domare: · Christian Crivelli · Davide Rampoldi · |
| 13:00 UTC+1 | 13:00 UTC+1      |           |                         |          | Uppsala · Publik: 56 · Domare: · Christian Crivelli · Davide Rampoldi · | Uppsala · Publik: 56 · Domare: · Christian Crivelli · Davide Rampoldi · |
| 13:00 UTC+1 | 13:00 UTC+1      |           |                         |          | Uppsala · Publik: 56 · Domare: · Christian Crivelli · Davide Rampoldi · | Uppsala · Publik: 56 · Domare: · Christian Crivelli · Davide Rampoldi · |

|             | 30 november 2021 | Finland | 3 – 9                   | Sverige | IFU Arena A                                                            |                                                                        |
| 17:05 UTC+1 | 17:05 UTC+1      |         | (0–3, 1–4, 2–2) Rapport |         | Uppsala · Publik: 2 209 · Domare: · Martin Reichelt · Tomas Kostinek · | Uppsala · Publik: 2 209 · Domare: · Martin Reichelt · Tomas Kostinek · |
| 17:05 UTC+1 | 17:05 UTC+1      |         |                         |         | Uppsala · Publik: 2 209 · Domare: · Martin Reichelt · Tomas Kostinek · | Uppsala · Publik: 2 209 · Domare: · Martin Reichelt · Tomas Kostinek · |
| 17:05 UTC+1 | 17:05 UTC+1      |         |                         |         | Uppsala · Publik: 2 209 · Domare: · Martin Reichelt · Tomas Kostinek · | Uppsala · Publik: 2 209 · Domare: · Martin Reichelt · Tomas Kostinek · |

### Grupp C
| Nr | Lag      | S | V | O | F | GM | IM | MS  | P |
| -- | -------- | - | - | - | - | -- | -- | --- | - |
| 1  | Danmark  | 3 | 3 | 0 | 0 | 33 | 7  | +26 | 6 |
| 2  | USA      | 3 | 2 | 0 | 1 | 30 | 15 | +15 | 4 |
| 3  | Thailand | 3 | 1 | 0 | 2 | 12 | 19 | −7  | 2 |
| 4  | Italien  | 3 | 0 | 0 | 3 | 2  | 36 | −34 | 0 |

|             | 27 november 2021 | USA | 6 – 9                   | Danmark | IFU Arena A                                                  |                                                              |
| 14:00 UTC+1 | 14:00 UTC+1      |     | (1–3, 1–2, 4–4) Rapport |         | Uppsala · Publik: 340 · Domare: · Bin Bin Lin · Carmen Teo · | Uppsala · Publik: 340 · Domare: · Bin Bin Lin · Carmen Teo · |
| 14:00 UTC+1 | 14:00 UTC+1      |     |                         |         | Uppsala · Publik: 340 · Domare: · Bin Bin Lin · Carmen Teo · | Uppsala · Publik: 340 · Domare: · Bin Bin Lin · Carmen Teo · |
| 14:00 UTC+1 | 14:00 UTC+1      |     |                         |         | Uppsala · Publik: 340 · Domare: · Bin Bin Lin · Carmen Teo · | Uppsala · Publik: 340 · Domare: · Bin Bin Lin · Carmen Teo · |

|             | 28 november 2021 | Italien | 2 – 5                   | Thailand | IFU Arena B                                                     |                                                                 |
| 12:00 UTC+1 | 12:00 UTC+1      |         | (0–3, 1–1, 1–1) Rapport |          | Uppsala · Publik: 190 · Domare: · Timo Jarvi · Pertti Kirsila · | Uppsala · Publik: 190 · Domare: · Timo Jarvi · Pertti Kirsila · |
| 12:00 UTC+1 | 12:00 UTC+1      |         |                         |          | Uppsala · Publik: 190 · Domare: · Timo Jarvi · Pertti Kirsila · | Uppsala · Publik: 190 · Domare: · Timo Jarvi · Pertti Kirsila · |
| 12:00 UTC+1 | 12:00 UTC+1      |         |                         |          | Uppsala · Publik: 190 · Domare: · Timo Jarvi · Pertti Kirsila · | Uppsala · Publik: 190 · Domare: · Timo Jarvi · Pertti Kirsila · |

|             | 29 november 2021 | USA | 16 – 00                 | Italien | IFU Arena B                                                          |                                                                      |
| 12:00 UTC+1 | 12:00 UTC+1      |     | (7–0, 4–0, 5–0) Rapport |         | Uppsala · Publik: 185 · Domare: · Lucie Hejnova · Barbora Beranova · | Uppsala · Publik: 185 · Domare: · Lucie Hejnova · Barbora Beranova · |
| 12:00 UTC+1 | 12:00 UTC+1      |     |                         |         | Uppsala · Publik: 185 · Domare: · Lucie Hejnova · Barbora Beranova · | Uppsala · Publik: 185 · Domare: · Lucie Hejnova · Barbora Beranova · |
| 12:00 UTC+1 | 12:00 UTC+1      |     |                         |         | Uppsala · Publik: 185 · Domare: · Lucie Hejnova · Barbora Beranova · | Uppsala · Publik: 185 · Domare: · Lucie Hejnova · Barbora Beranova · |

|             | 29 november 2021 | Danmark | 9 – 1                   | Thailand | IFU Arena B                                                  |                                                              |
| 15:00 UTC+1 | 15:00 UTC+1      |         | (3–1, 3–0, 3–0) Rapport |          | Uppsala · Publik: 175 · Domare: · Bin Bin Lin · Carmen Teo · | Uppsala · Publik: 175 · Domare: · Bin Bin Lin · Carmen Teo · |
| 15:00 UTC+1 | 15:00 UTC+1      |         |                         |          | Uppsala · Publik: 175 · Domare: · Bin Bin Lin · Carmen Teo · | Uppsala · Publik: 175 · Domare: · Bin Bin Lin · Carmen Teo · |
| 15:00 UTC+1 | 15:00 UTC+1      |         |                         |          | Uppsala · Publik: 175 · Domare: · Bin Bin Lin · Carmen Teo · | Uppsala · Publik: 175 · Domare: · Bin Bin Lin · Carmen Teo · |

|             | 30 november 2021 | Thailand | 6 – 8                   | USA | IFU Arena B                                                          |                                                                      |
| 12:00 UTC+1 | 12:00 UTC+1      |          | (0–5, 4–0, 1–3) Rapport |     | Uppsala · Publik: 597 · Domare: · Lucie Hejnova · Barbora Beranova · | Uppsala · Publik: 597 · Domare: · Lucie Hejnova · Barbora Beranova · |
| 12:00 UTC+1 | 12:00 UTC+1      |          |                         |     | Uppsala · Publik: 597 · Domare: · Lucie Hejnova · Barbora Beranova · | Uppsala · Publik: 597 · Domare: · Lucie Hejnova · Barbora Beranova · |
| 12:00 UTC+1 | 12:00 UTC+1      |          |                         |     | Uppsala · Publik: 597 · Domare: · Lucie Hejnova · Barbora Beranova · | Uppsala · Publik: 597 · Domare: · Lucie Hejnova · Barbora Beranova · |

|             | 30 november 2021 | Danmark | 15 – 00                 | Italien | IFU Arena B                                                  |                                                              |
| 15:00 UTC+1 | 15:00 UTC+1      |         | (8–0, 4–0, 3–0) Rapport |         | Uppsala · Publik: 253 · Domare: · Carmen Teo · Bin Bin Lin · | Uppsala · Publik: 253 · Domare: · Carmen Teo · Bin Bin Lin · |
| 15:00 UTC+1 | 15:00 UTC+1      |         |                         |         | Uppsala · Publik: 253 · Domare: · Carmen Teo · Bin Bin Lin · | Uppsala · Publik: 253 · Domare: · Carmen Teo · Bin Bin Lin · |
| 15:00 UTC+1 | 15:00 UTC+1      |         |                         |         | Uppsala · Publik: 253 · Domare: · Carmen Teo · Bin Bin Lin · | Uppsala · Publik: 253 · Domare: · Carmen Teo · Bin Bin Lin · |

### Grupp D
| Nr | Lag       | S | V | O | F | GM | IM | MS  | P |
| -- | --------- | - | - | - | - | -- | -- | --- | - |
| 1  | Norge     | 3 | 3 | 0 | 0 | 22 | 6  | +16 | 6 |
| 2  | NFFR      | 3 | 1 | 1 | 1 | 14 | 14 | 0   | 3 |
| 3  | Estland   | 3 | 1 | 0 | 2 | 7  | 20 | −13 | 2 |
| 4  | Singapore | 3 | 0 | 1 | 2 | 10 | 13 | −3  | 1 |

|             | 27 november 2021 | Singapore | 3 – 4                   | Estland | IFU Arena B                                                          |                                                                      |
| 12:00 UTC+1 | 12:00 UTC+1      |           | (0–2, 2–0, 1–2) Rapport |         | Uppsala · Publik: 121 · Domare: · Jörgen Andersson · Olle Eliasson · | Uppsala · Publik: 121 · Domare: · Jörgen Andersson · Olle Eliasson · |
| 12:00 UTC+1 | 12:00 UTC+1      |           |                         |         | Uppsala · Publik: 121 · Domare: · Jörgen Andersson · Olle Eliasson · | Uppsala · Publik: 121 · Domare: · Jörgen Andersson · Olle Eliasson · |
| 12:00 UTC+1 | 12:00 UTC+1      |           |                         |         | Uppsala · Publik: 121 · Domare: · Jörgen Andersson · Olle Eliasson · | Uppsala · Publik: 121 · Domare: · Jörgen Andersson · Olle Eliasson · |

|             | 27 november 2021 | NFFR | 3 – 7                   | Norge | IFU Arena B                                                          |                                                                      |
| 15:00 UTC+1 | 15:00 UTC+1      |      | (2–1, 0–2, 1–4) Rapport |       | Uppsala · Publik: 323 · Domare: · Lucie Hejnova · Barbora Beranova · | Uppsala · Publik: 323 · Domare: · Lucie Hejnova · Barbora Beranova · |
| 15:00 UTC+1 | 15:00 UTC+1      |      |                         |       | Uppsala · Publik: 323 · Domare: · Lucie Hejnova · Barbora Beranova · | Uppsala · Publik: 323 · Domare: · Lucie Hejnova · Barbora Beranova · |
| 15:00 UTC+1 | 15:00 UTC+1      |      |                         |       | Uppsala · Publik: 323 · Domare: · Lucie Hejnova · Barbora Beranova · | Uppsala · Publik: 323 · Domare: · Lucie Hejnova · Barbora Beranova · |

|             | 28 november 2021 | Estland | 01 – 11                 | Norge | IFU Arena A                                                  |                                                              |
| 12:45 UTC+1 | 12:45 UTC+1      |         | (1–2, 0–3, 0–6) Rapport |       | Uppsala · Publik: 123 · Domare: · Bin Bin Lin · Carmen Teo · | Uppsala · Publik: 123 · Domare: · Bin Bin Lin · Carmen Teo · |
| 12:45 UTC+1 | 12:45 UTC+1      |         |                         |       | Uppsala · Publik: 123 · Domare: · Bin Bin Lin · Carmen Teo · | Uppsala · Publik: 123 · Domare: · Bin Bin Lin · Carmen Teo · |
| 12:45 UTC+1 | 12:45 UTC+1      |         |                         |       | Uppsala · Publik: 123 · Domare: · Bin Bin Lin · Carmen Teo · | Uppsala · Publik: 123 · Domare: · Bin Bin Lin · Carmen Teo · |

|             | 28 november 2021 | Singapore | 5 – 5                   | NFFR | IFU Arena B                                                             |                                                                         |
| 15:00 UTC+1 | 15:00 UTC+1      |           | (1–2, 3–1, 1–2) Rapport |      | Uppsala · Publik: 93 · Domare: · Christian Crivelli · Davide Rampoldi · | Uppsala · Publik: 93 · Domare: · Christian Crivelli · Davide Rampoldi · |
| 15:00 UTC+1 | 15:00 UTC+1      |           |                         |      | Uppsala · Publik: 93 · Domare: · Christian Crivelli · Davide Rampoldi · | Uppsala · Publik: 93 · Domare: · Christian Crivelli · Davide Rampoldi · |
| 15:00 UTC+1 | 15:00 UTC+1      |           |                         |      | Uppsala · Publik: 93 · Domare: · Christian Crivelli · Davide Rampoldi · | Uppsala · Publik: 93 · Domare: · Christian Crivelli · Davide Rampoldi · |

|             | 29 november 2021 | Norge | 4 – 2                   | Singapore | IFU Arena B                                                     |                                                                 |
| 18:00 UTC+1 | 18:00 UTC+1      |       | (1–0, 0–0, 3–2) Rapport |           | Uppsala · Publik: 105 · Domare: · Timo Jarvi · Pertti Kirsila · | Uppsala · Publik: 105 · Domare: · Timo Jarvi · Pertti Kirsila · |
| 18:00 UTC+1 | 18:00 UTC+1      |       |                         |           | Uppsala · Publik: 105 · Domare: · Timo Jarvi · Pertti Kirsila · | Uppsala · Publik: 105 · Domare: · Timo Jarvi · Pertti Kirsila · |
| 18:00 UTC+1 | 18:00 UTC+1      |       |                         |           | Uppsala · Publik: 105 · Domare: · Timo Jarvi · Pertti Kirsila · | Uppsala · Publik: 105 · Domare: · Timo Jarvi · Pertti Kirsila · |

|             | 30 november 2021 | Estland | 3 – 6                   | NFFR | IFU Arena B                                                     |                                                                 |
| 18:00 UTC+1 | 18:00 UTC+1      |         | (1–1, 0–3, 2–2) Rapport |      | Uppsala · Publik: 283 · Domare: · Tom Kirjonen · Jyrki Sirkka · | Uppsala · Publik: 283 · Domare: · Tom Kirjonen · Jyrki Sirkka · |
| 18:00 UTC+1 | 18:00 UTC+1      |         |                         |      | Uppsala · Publik: 283 · Domare: · Tom Kirjonen · Jyrki Sirkka · | Uppsala · Publik: 283 · Domare: · Tom Kirjonen · Jyrki Sirkka · |
| 18:00 UTC+1 | 18:00 UTC+1      |         |                         |      | Uppsala · Publik: 283 · Domare: · Tom Kirjonen · Jyrki Sirkka · | Uppsala · Publik: 283 · Domare: · Tom Kirjonen · Jyrki Sirkka · |

## Slutspel

### Slutspelsträd
|  | Playoff (Förlorarna till spel om 9–12:e plats) | Playoff (Förlorarna till spel om 9–12:e plats) |           |    | Kvartsfinaler (Förlorarna till spel om 5–8:e plats) | Kvartsfinaler (Förlorarna till spel om 5–8:e plats) |   |  | Semifinaler | Semifinaler |  |  | Final | Final |
|  |                                                |                                                |           |    |                                                     |                                                     |   |  |             |             |  |  |       |       |
|  |                                                |                                                |           |    |                                                     |                                                     |   |  |             |             |  |  |       |       |
|  |                                                |                                                |           |    |                                                     |                                                     |   |  |             |             |  |  |       |       |
|  |                                                |                                                |           |    |                                                     |                                                     |   |  |             |             |  |  |       |       |
|  |                                                |                                                |           |    |                                                     |                                                     |   |  |             |             |  |  |       |       |
|  |                                                |                                                |           |    |                                                     |                                                     |   |  |             |             |  |  |       |       |
|  | Tjeckien                                       | 7                                              |           |    |                                                     |                                                     |   |  |             |             |  |  |       |       |
|  | Tjeckien                                       | 7                                              |           |    |                                                     |                                                     |   |  |             |             |  |  |       |       |
|  |                                                |                                                | Danmark   | 5  |                                                     |                                                     |   |  |             |             |  |  |       |       |
|  | Tyskland                                       | 4 (1)                                          | Danmark   | 5  |                                                     |                                                     |   |  |             |             |  |  |       |       |
|  | Tyskland                                       | 4 (1)                                          |           |    |                                                     |                                                     |   |  |             |             |  |  |       |       |
|  | Danmark (str.)                                 | 4 (2)                                          |           |    |                                                     |                                                     |   |  |             |             |  |  |       |       |
|  | Danmark (str.)                                 | 4 (2)                                          | Tjeckien  | 4  |                                                     |                                                     |   |  |             |             |  |  |       |       |
|  |                                                |                                                | Tjeckien  | 4  |                                                     |                                                     |   |  |             |             |  |  |       |       |
|  |                                                | Finland                                        | 5         |    |                                                     |                                                     |   |  |             |             |  |  |       |       |
|  |                                                | Finland                                        | 5         |    |                                                     |                                                     |   |  |             |             |  |  |       |       |
|  |                                                |                                                |           |    |                                                     |                                                     |   |  |             |             |  |  |       |       |
|  |                                                |                                                |           |    |                                                     |                                                     |   |  |             |             |  |  |       |       |
|  | Finland                                        | 14                                             |           |    |                                                     |                                                     |   |  |             |             |  |  |       |       |
|  | Finland                                        | 14                                             |           |    |                                                     |                                                     |   |  |             |             |  |  |       |       |
|  |                                                |                                                | Polen     | 0  |                                                     |                                                     |   |  |             |             |  |  |       |       |
|  | Polen                                          | 7                                              | Polen     | 0  |                                                     |                                                     |   |  |             |             |  |  |       |       |
|  | Polen                                          | 7                                              |           |    |                                                     |                                                     |   |  |             |             |  |  |       |       |
|  | NFFR                                           | 3                                              |           |    |                                                     |                                                     |   |  |             |             |  |  |       |       |
|  | NFFR                                           | 3                                              | Finland   | 3  |                                                     |                                                     |   |  |             |             |  |  |       |       |
|  |                                                |                                                | Finland   | 3  |                                                     |                                                     |   |  |             |             |  |  |       |       |
|  |                                                | Sverige (e.f.)                                 | 4         |    |                                                     |                                                     |   |  |             |             |  |  |       |       |
|  |                                                | Sverige (e.f.)                                 | 4         |    |                                                     |                                                     |   |  |             |             |  |  |       |       |
|  |                                                |                                                |           |    |                                                     |                                                     |   |  |             |             |  |  |       |       |
|  |                                                |                                                |           |    |                                                     |                                                     |   |  |             |             |  |  |       |       |
|  | Sverige                                        | 13                                             |           |    |                                                     |                                                     |   |  |             |             |  |  |       |       |
|  | Sverige                                        | 13                                             |           |    |                                                     |                                                     |   |  |             |             |  |  |       |       |
|  |                                                |                                                | Norge     | 0  |                                                     |                                                     |   |  |             |             |  |  |       |       |
|  | Lettland                                       | 6                                              | Norge     | 0  |                                                     |                                                     |   |  |             |             |  |  |       |       |
|  | Lettland                                       | 6                                              |           |    |                                                     |                                                     |   |  |             |             |  |  |       |       |
|  | Norge                                          | 9                                              |           |    |                                                     |                                                     |   |  |             |             |  |  |       |       |
|  | Norge                                          | 9                                              | Sverige   | 14 |                                                     |                                                     |   |  |             |             |  |  |       |       |
|  |                                                |                                                | Sverige   | 14 |                                                     |                                                     |   |  |             |             |  |  |       |       |
|  |                                                | Schweiz                                        | 1         |    | Bronsmatch                                          | Bronsmatch                                          |   |  |             |             |  |  |       |       |
|  |                                                | Schweiz                                        | 1         |    | Bronsmatch                                          | Bronsmatch                                          |   |  |             |             |  |  |       |       |
|  |                                                |                                                |           |    |                                                     |                                                     |   |  |             |             |  |  |       |       |
|  |                                                |                                                |           |    |                                                     |                                                     |   |  |             |             |  |  |       |       |
|  | Schweiz                                        | 12                                             | Tjeckien  | 2  |                                                     |                                                     |   |  |             |             |  |  |       |       |
|  | Schweiz                                        | 12                                             | Tjeckien  | 2  |                                                     |                                                     |   |  |             |             |  |  |       |       |
|  |                                                |                                                | Slovakien | 1  |                                                     | Schweiz                                             | 5 |  |             |             |  |  |       |       |
|  | Slovakien                                      | 20                                             | Slovakien | 1  |                                                     | Schweiz                                             | 5 |  |             |             |  |  |       |       |
|  | Slovakien                                      | 20                                             |           |    |                                                     |                                                     |   |  |             |             |  |  |       |       |
|  | USA                                            | 0                                              |           |    |                                                     |                                                     |   |  |             |             |  |  |       |       |
|  | USA                                            | 0                                              |           |    |                                                     |                                                     |   |  |             |             |  |  |       |       |

### Playoff
|             | 1 december 2021 | Lettland | 6 – 9                   | Norge | IFU Arena A                                                     |                                                                 |
| 10:00 UTC+1 | 10:00 UTC+1     |          | (1–5, 2–3, 3–1) Rapport |       | Uppsala · Publik: 197 · Domare: · Tom Kirjonen · Jyrki Sirkka · | Uppsala · Publik: 197 · Domare: · Tom Kirjonen · Jyrki Sirkka · |
| 10:00 UTC+1 | 10:00 UTC+1     |          |                         |       | Uppsala · Publik: 197 · Domare: · Tom Kirjonen · Jyrki Sirkka · | Uppsala · Publik: 197 · Domare: · Tom Kirjonen · Jyrki Sirkka · |
| 10:00 UTC+1 | 10:00 UTC+1     |          |                         |       | Uppsala · Publik: 197 · Domare: · Tom Kirjonen · Jyrki Sirkka · | Uppsala · Publik: 197 · Domare: · Tom Kirjonen · Jyrki Sirkka · |

|             | 1 december 2021 | Tyskland                 | 0000 4 – 4 (e.fl.)           | Danmark | IFU Arena A                                                              |                                                                          |
| 13:00 UTC+1 | 13:00 UTC+1     |                          | (1–0, 1–1, 2–3, 0–0) Rapport |         | Uppsala · Publik: 278 · Domare: · Christian Crivelli · Davide Rampoldi · | Uppsala · Publik: 278 · Domare: · Christian Crivelli · Davide Rampoldi · |
| 13:00 UTC+1 | 13:00 UTC+1     |                          |                              |         | Uppsala · Publik: 278 · Domare: · Christian Crivelli · Davide Rampoldi · | Uppsala · Publik: 278 · Domare: · Christian Crivelli · Davide Rampoldi · |
| 13:00 UTC+1 | 13:00 UTC+1     | Straffsparksläggning 1–2 |                              |         | Uppsala · Publik: 278 · Domare: · Christian Crivelli · Davide Rampoldi · | Uppsala · Publik: 278 · Domare: · Christian Crivelli · Davide Rampoldi · |

|             | 1 december 2021 | Slovakien | 20 – 00                  | USA | IFU Arena A                                                          |                                                                      |
| 16:00 UTC+1 | 16:00 UTC+1     |           | (4–0, 6–0, 10–0) Rapport |     | Uppsala · Publik: 107 · Domare: · Jörgen Andersson · Olle Eliasson · | Uppsala · Publik: 107 · Domare: · Jörgen Andersson · Olle Eliasson · |
| 16:00 UTC+1 | 16:00 UTC+1     |           |                          |     | Uppsala · Publik: 107 · Domare: · Jörgen Andersson · Olle Eliasson · | Uppsala · Publik: 107 · Domare: · Jörgen Andersson · Olle Eliasson · |
| 16:00 UTC+1 | 16:00 UTC+1     |           |                          |     | Uppsala · Publik: 107 · Domare: · Jörgen Andersson · Olle Eliasson · | Uppsala · Publik: 107 · Domare: · Jörgen Andersson · Olle Eliasson · |

|             | 1 december 2021 | Polen | 7 – 3                   | NFFR | IFU Arena A                                                          |                                                                      |
| 19:00 UTC+1 | 19:00 UTC+1     |       | (0–2, 2–1, 5–0) Rapport |      | Uppsala · Publik: 102 · Domare: · Tomas Kostinek · Martin Reichelt · | Uppsala · Publik: 102 · Domare: · Tomas Kostinek · Martin Reichelt · |
| 19:00 UTC+1 | 19:00 UTC+1     |       |                         |      | Uppsala · Publik: 102 · Domare: · Tomas Kostinek · Martin Reichelt · | Uppsala · Publik: 102 · Domare: · Tomas Kostinek · Martin Reichelt · |
| 19:00 UTC+1 | 19:00 UTC+1     |       |                         |      | Uppsala · Publik: 102 · Domare: · Tomas Kostinek · Martin Reichelt · | Uppsala · Publik: 102 · Domare: · Tomas Kostinek · Martin Reichelt · |

### Kvartsfinaler
|             | 2 december 2021 | Finland | 14 – 00                 | Polen | IFU Arena A                                                          |                                                                      |
| 15:15 UTC+1 | 15:15 UTC+1     |         | (8–0, 1–0, 5–0) Rapport |       | Uppsala · Publik: 178 · Domare: · Lucie Hejnova · Barbora Beranova · | Uppsala · Publik: 178 · Domare: · Lucie Hejnova · Barbora Beranova · |
| 15:15 UTC+1 | 15:15 UTC+1     |         |                         |       | Uppsala · Publik: 178 · Domare: · Lucie Hejnova · Barbora Beranova · | Uppsala · Publik: 178 · Domare: · Lucie Hejnova · Barbora Beranova · |
| 15:15 UTC+1 | 15:15 UTC+1     |         |                         |       | Uppsala · Publik: 178 · Domare: · Lucie Hejnova · Barbora Beranova · | Uppsala · Publik: 178 · Domare: · Lucie Hejnova · Barbora Beranova · |

|             | 2 december 2021 | Sverige | 13 – 00                 | Norge | IFU Arena A                                                                |                                                                            |
| 18:00 UTC+1 | 18:00 UTC+1     |         | (3–0, 8–0, 2–0) Rapport |       | Uppsala · Publik: 1 812 · Domare: · Christian Crivelli · Davide Rampoldi · | Uppsala · Publik: 1 812 · Domare: · Christian Crivelli · Davide Rampoldi · |
| 18:00 UTC+1 | 18:00 UTC+1     |         |                         |       | Uppsala · Publik: 1 812 · Domare: · Christian Crivelli · Davide Rampoldi · | Uppsala · Publik: 1 812 · Domare: · Christian Crivelli · Davide Rampoldi · |
| 18:00 UTC+1 | 18:00 UTC+1     |         |                         |       | Uppsala · Publik: 1 812 · Domare: · Christian Crivelli · Davide Rampoldi · | Uppsala · Publik: 1 812 · Domare: · Christian Crivelli · Davide Rampoldi · |

|             | 3 december 2021 | Tjeckien | 7 – 5                   | Danmark | IFU Arena A                                                  |                                                              |
| 16:00 UTC+1 | 16:00 UTC+1     |          | (2–2, 4–3, 1–0) Rapport |         | Uppsala · Publik: 296 · Domare: · Bin Bin Lin · Carmen Teo · | Uppsala · Publik: 296 · Domare: · Bin Bin Lin · Carmen Teo · |
| 16:00 UTC+1 | 16:00 UTC+1     |          |                         |         | Uppsala · Publik: 296 · Domare: · Bin Bin Lin · Carmen Teo · | Uppsala · Publik: 296 · Domare: · Bin Bin Lin · Carmen Teo · |
| 16:00 UTC+1 | 16:00 UTC+1     |          |                         |         | Uppsala · Publik: 296 · Domare: · Bin Bin Lin · Carmen Teo · | Uppsala · Publik: 296 · Domare: · Bin Bin Lin · Carmen Teo · |

|             | 3 december 2021 | Schweiz | 12 – 10                 | Slovakien | IFU Arena A                                                     |                                                                 |
| 19:00 UTC+1 | 19:00 UTC+1     |         | (3–0, 5–1, 4–0) Rapport |           | Uppsala · Publik: 314 · Domare: · Tom Kirjonen · Jyrki Sirkka · | Uppsala · Publik: 314 · Domare: · Tom Kirjonen · Jyrki Sirkka · |
| 19:00 UTC+1 | 19:00 UTC+1     |         |                         |           | Uppsala · Publik: 314 · Domare: · Tom Kirjonen · Jyrki Sirkka · | Uppsala · Publik: 314 · Domare: · Tom Kirjonen · Jyrki Sirkka · |
| 19:00 UTC+1 | 19:00 UTC+1     |         |                         |           | Uppsala · Publik: 314 · Domare: · Tom Kirjonen · Jyrki Sirkka · | Uppsala · Publik: 314 · Domare: · Tom Kirjonen · Jyrki Sirkka · |

### Semifinaler
|             | 4 december 2021 | Sverige | 14 – 10                 | Schweiz | IFU Arena A                                                            |                                                                        |
| 16:00 UTC+1 | 16:00 UTC+1     |         | (4–0, 6–0, 4–1) Rapport |         | Uppsala · Publik: 2 351 · Domare: · Tomas Kostinek · Martin Reichelt · | Uppsala · Publik: 2 351 · Domare: · Tomas Kostinek · Martin Reichelt · |
| 16:00 UTC+1 | 16:00 UTC+1     |         |                         |         | Uppsala · Publik: 2 351 · Domare: · Tomas Kostinek · Martin Reichelt · | Uppsala · Publik: 2 351 · Domare: · Tomas Kostinek · Martin Reichelt · |
| 16:00 UTC+1 | 16:00 UTC+1     |         |                         |         | Uppsala · Publik: 2 351 · Domare: · Tomas Kostinek · Martin Reichelt · | Uppsala · Publik: 2 351 · Domare: · Tomas Kostinek · Martin Reichelt · |

|             | 4 december 2021 | Tjeckien | 4 – 5                   | Finland | IFU Arena A                                                            |                                                                        |
| 16:00 UTC+1 | 16:00 UTC+1     |          | (3–2, 0–1, 1–2) Rapport |         | Uppsala · Publik: 1 588 · Domare: · Jörgen Andersson · Olle Eliasson · | Uppsala · Publik: 1 588 · Domare: · Jörgen Andersson · Olle Eliasson · |
| 16:00 UTC+1 | 16:00 UTC+1     |          |                         |         | Uppsala · Publik: 1 588 · Domare: · Jörgen Andersson · Olle Eliasson · | Uppsala · Publik: 1 588 · Domare: · Jörgen Andersson · Olle Eliasson · |
| 16:00 UTC+1 | 16:00 UTC+1     |          |                         |         | Uppsala · Publik: 1 588 · Domare: · Jörgen Andersson · Olle Eliasson · | Uppsala · Publik: 1 588 · Domare: · Jörgen Andersson · Olle Eliasson · |

### Bronsmatch
|             | 5 december 2021 | Tjeckien | 2 – 5                   | Schweiz | IFU Arena A                                                       |                                                                   |
| 13:00 UTC+1 | 13:00 UTC+1     |          | (0–2, 2–2, 0–1) Rapport |         | Uppsala · Publik: 1 847 · Domare: · Tom Kirjonen · Jyrki Sirkka · | Uppsala · Publik: 1 847 · Domare: · Tom Kirjonen · Jyrki Sirkka · |
| 13:00 UTC+1 | 13:00 UTC+1     |          |                         |         | Uppsala · Publik: 1 847 · Domare: · Tom Kirjonen · Jyrki Sirkka · | Uppsala · Publik: 1 847 · Domare: · Tom Kirjonen · Jyrki Sirkka · |
| 13:00 UTC+1 | 13:00 UTC+1     |          |                         |         | Uppsala · Publik: 1 847 · Domare: · Tom Kirjonen · Jyrki Sirkka · | Uppsala · Publik: 1 847 · Domare: · Tom Kirjonen · Jyrki Sirkka · |

### Final
|             | 5 december 2021 | Finland                                              | 0000 3 – 4 (e.fl.)           | Sverige                                                                                  | IFU Arena A                                                            |                                                                        |
| 16:30 UTC+1 | 16:30 UTC+1     | Veera Kauppi 3:40′, 31:34′ Sara Piispa 50:53′ (str.) | (1–3, 1–0, 1–0, 0–1) Rapport | 1:26′ Ellen Backstedt 10:49′ Wilma Johansson 15:20′ Ellen Rasmussen 62:35′ Emelie Wibron | Uppsala · Publik: 2 587 · Domare: · Martin Reichelt · Tomas Kostinek · | Uppsala · Publik: 2 587 · Domare: · Martin Reichelt · Tomas Kostinek · |
| 16:30 UTC+1 | 16:30 UTC+1     |                                                      |                              |                                                                                          | Uppsala · Publik: 2 587 · Domare: · Martin Reichelt · Tomas Kostinek · | Uppsala · Publik: 2 587 · Domare: · Martin Reichelt · Tomas Kostinek · |
| 16:30 UTC+1 | 16:30 UTC+1     |                                                      |                              |                                                                                          | Uppsala · Publik: 2 587 · Domare: · Martin Reichelt · Tomas Kostinek · | Uppsala · Publik: 2 587 · Domare: · Martin Reichelt · Tomas Kostinek · |

## Placeringsmatcher

### Spel om trettonde- till sextondeplats

#### Spelträd
|  | Semifinaler      | Semifinaler |   |         | Match om trettondeplats | Match om trettondeplats |  |
|  |                  |             |   |         |                         |                         |  |
|  |                  |             |   |         |                         |                         |  |
|  | Estland          | 16          |   |         |                         |                         |  |
|  | Italien          | 0           |   |         |                         |                         |  |
|  |                  |             |   |         |                         |                         |  |
|  |                  |             |   |         |                         |                         |  |
|  |                  |             |   |         | Estland                 | 2                       |  |
|  |                  | Singapore   | 1 |         |                         |                         |  |
|  |                  |             |   |         |                         |                         |  |
|  |                  |             |   |         |                         |                         |  |
|  |                  |             |   |         | Match om femtondeplats  |                         |  |
|  |                  |             |   |         |                         |                         |  |
|  | Thailand         | 1           |   | Italien | 5                       |                         |  |
|  | Singapore (e.f.) | 2           |   |         | Thailand                | 10                      |  |

#### Semifinaler
|             | 1 december 2021 | Estland | 16 – 00                 | Italien | IFU Arena B        |                    |
| 12:00 UTC+1 | 12:00 UTC+1     |         | (5–0, 4–0, 7–0) Rapport |         | Uppsala Publik: 77 | Uppsala Publik: 77 |
| 12:00 UTC+1 | 12:00 UTC+1     |         |                         |         | Uppsala Publik: 77 | Uppsala Publik: 77 |
| 12:00 UTC+1 | 12:00 UTC+1     |         |                         |         | Uppsala Publik: 77 | Uppsala Publik: 77 |

|             | 1 december 2021 | Thailand | 00001 – 2 (e.fl.)            | Singapore | IFU Arena B         |                     |
| 15:00 UTC+1 | 15:00 UTC+1     |          | (0–1, 1–0, 0–0, 0–1) Rapport |           | Uppsala Publik: 207 | Uppsala Publik: 207 |
| 15:00 UTC+1 | 15:00 UTC+1     |          |                              |           | Uppsala Publik: 207 | Uppsala Publik: 207 |
| 15:00 UTC+1 | 15:00 UTC+1     |          |                              |           | Uppsala Publik: 207 | Uppsala Publik: 207 |

#### Match om femtondeplats
|            | 2 december 2021 | Italien | 05 – 10                 | Thailand | IFU Arena A        |                    |
| 9:15 UTC+1 | 9:15 UTC+1      |         | (2–3, 2–5, 1–2) Rapport |          | Uppsala Publik: 54 | Uppsala Publik: 54 |
| 9:15 UTC+1 | 9:15 UTC+1      |         |                         |          | Uppsala Publik: 54 | Uppsala Publik: 54 |
| 9:15 UTC+1 | 9:15 UTC+1      |         |                         |          | Uppsala Publik: 54 | Uppsala Publik: 54 |

#### Match om trettondeplats
|             | 2 december 2021 | Estland | 2 – 1                   | Singapore | IFU Arena A        |                    |
| 12:15 UTC+1 | 12:15 UTC+1     |         | (1–1, 0–0, 1–0) Rapport |           | Uppsala Publik: 45 | Uppsala Publik: 45 |
| 12:15 UTC+1 | 12:15 UTC+1     |         |                         |           | Uppsala Publik: 45 | Uppsala Publik: 45 |
| 12:15 UTC+1 | 12:15 UTC+1     |         |                         |           | Uppsala Publik: 45 | Uppsala Publik: 45 |

### Spel om nionde- till tolfteplats

#### Spelträd
|  | Semifinaler     | Semifinaler |   |     | Match om niondeplats | Match om niondeplats |  |
|  |                 |             |   |     |                      |                      |  |
|  |                 |             |   |     |                      |                      |  |
|  | USA             | 0           |   |     |                      |                      |  |
|  | Lettland        | 13          |   |     |                      |                      |  |
|  |                 |             |   |     |                      |                      |  |
|  |                 |             |   |     |                      |                      |  |
|  |                 |             |   |     | Lettland             | 7                    |  |
|  |                 | Tyskland    | 5 |     |                      |                      |  |
|  |                 |             |   |     |                      |                      |  |
|  |                 |             |   |     |                      |                      |  |
|  |                 |             |   |     | Match om elfteplats  |                      |  |
|  |                 |             |   |     |                      |                      |  |
|  | NFFR            | 2           |   | USA | 2                    |                      |  |
|  | Tyskland (e.f.) | 3           |   |     | NFFR                 | 17                   |  |

#### Semifinaler
|             | 2 december 2021 | USA | 00 – 13                 | Lettland | IFU Arena B        |                    |
| 12:00 UTC+1 | 12:00 UTC+1     |     | (0–4, 0–5, 0–4) Rapport |          | Uppsala Publik: 93 | Uppsala Publik: 93 |
| 12:00 UTC+1 | 12:00 UTC+1     |     |                         |          | Uppsala Publik: 93 | Uppsala Publik: 93 |
| 12:00 UTC+1 | 12:00 UTC+1     |     |                         |          | Uppsala Publik: 93 | Uppsala Publik: 93 |

|             | 2 december 2021 | NFFR | 0000 2 – 3 (e.fl.)           | Tyskland | IFU Arena B         |                     |
| 15:00 UTC+1 | 15:00 UTC+1     |      | (0–1, 1–0, 1–1, 0–1) Rapport |          | Uppsala Publik: 147 | Uppsala Publik: 147 |
| 15:00 UTC+1 | 15:00 UTC+1     |      |                              |          | Uppsala Publik: 147 | Uppsala Publik: 147 |
| 15:00 UTC+1 | 15:00 UTC+1     |      |                              |          | Uppsala Publik: 147 | Uppsala Publik: 147 |

#### Match om elfteplats
|             | 3 december 2021 | USA | 02 – 17                 | NFFR | IFU Arena A        |                    |
| 10:00 UTC+1 | 10:00 UTC+1     |     | (0–6, 0–5, 2–6) Rapport |      | Uppsala Publik: 47 | Uppsala Publik: 47 |
| 10:00 UTC+1 | 10:00 UTC+1     |     |                         |      | Uppsala Publik: 47 | Uppsala Publik: 47 |
| 10:00 UTC+1 | 10:00 UTC+1     |     |                         |      | Uppsala Publik: 47 | Uppsala Publik: 47 |

#### Match om niondeplats
|             | 3 december 2021 | Lettland | 7 – 5                   | Tyskland | IFU Arena A         |                     |
| 13:00 UTC+1 | 13:00 UTC+1     |          | (1–1, 2–2, 4–2) Rapport |          | Uppsala Publik: 104 | Uppsala Publik: 104 |
| 13:00 UTC+1 | 13:00 UTC+1     |          |                         |          | Uppsala Publik: 104 | Uppsala Publik: 104 |
| 13:00 UTC+1 | 13:00 UTC+1     |          |                         |          | Uppsala Publik: 104 | Uppsala Publik: 104 |

### Spel om femte- till åttondeplats

#### Spelträd
|  | Semifinaler | Semifinaler |   |         | Match om femteplats  | Match om femteplats |  |
|  |             |             |   |         |                      |                     |  |
|  |             |             |   |         |                      |                     |  |
|  | Danmark     | 4           |   |         |                      |                     |  |
|  | Polen       | 7           |   |         |                      |                     |  |
|  |             |             |   |         |                      |                     |  |
|  |             |             |   |         |                      |                     |  |
|  |             |             |   |         | Polen                | 4                   |  |
|  |             | Slovakien   | 3 |         |                      |                     |  |
|  |             |             |   |         |                      |                     |  |
|  |             |             |   |         |                      |                     |  |
|  |             |             |   |         | Match om sjundeplats |                     |  |
|  |             |             |   |         |                      |                     |  |
|  | Norge       | 4           |   | Danmark | 2                    |                     |  |
|  | Slovakien   | 5           |   |         | Norge (e.f.)         | 3                   |  |

#### Semifinaler
|             | 4 december 2021 | Norge | 4 – 5                   | Slovakien | IFU Arena B         |                     |
| 11:30 UTC+1 | 11:30 UTC+1     |       | (1–2, 2–2, 1–1) Rapport |           | Uppsala Publik: 115 | Uppsala Publik: 115 |
| 11:30 UTC+1 | 11:30 UTC+1     |       |                         |           | Uppsala Publik: 115 | Uppsala Publik: 115 |
| 11:30 UTC+1 | 11:30 UTC+1     |       |                         |           | Uppsala Publik: 115 | Uppsala Publik: 115 |

|             | 4 december 2021 | Danmark | 4 – 7                   | Polen | IFU Arena A         |                     |
| 12:00 UTC+1 | 12:00 UTC+1     |         | (3–2, 0–5, 1–0) Rapport |       | Uppsala Publik: 223 | Uppsala Publik: 223 |
| 12:00 UTC+1 | 12:00 UTC+1     |         |                         |       | Uppsala Publik: 223 | Uppsala Publik: 223 |
| 12:00 UTC+1 | 12:00 UTC+1     |         |                         |       | Uppsala Publik: 223 | Uppsala Publik: 223 |

#### Match om sjundeplats
|             | 5 december 2021 | Danmark | 0000 2 – 3 (e.fl.)           | Norge | IFU Arena A         |                     |
| 10:30 UTC+1 | 10:30 UTC+1     |         | (0–0, 1–1, 1–1, 0–1) Rapport |       | Uppsala Publik: 194 | Uppsala Publik: 194 |
| 10:30 UTC+1 | 10:30 UTC+1     |         |                              |       | Uppsala Publik: 194 | Uppsala Publik: 194 |
| 10:30 UTC+1 | 10:30 UTC+1     |         |                              |       | Uppsala Publik: 194 | Uppsala Publik: 194 |

#### Match om femteplats
|             | 5 december 2021 | Polen | 4 – 3                   | Slovakien | IFU Arena B        |                    |
| 10:00 UTC+1 | 10:00 UTC+1     |       | (0–1, 3–2, 1–0) Rapport |           | Uppsala Publik: 74 | Uppsala Publik: 74 |
| 10:00 UTC+1 | 10:00 UTC+1     |       |                         |           | Uppsala Publik: 74 | Uppsala Publik: 74 |
| 10:00 UTC+1 | 10:00 UTC+1     |       |                         |           | Uppsala Publik: 74 | Uppsala Publik: 74 |

## Slutställning
| Nr | Lag       | S | V | O | F | GM | IM | MS  | P  |
| -- | --------- | - | - | - | - | -- | -- | --- | -- |
| 1  | Sverige   | 6 | 6 | 0 | 0 | 82 | 10 | +72 | 12 |
| 2  | Finland   | 6 | 4 | 0 | 2 | 47 | 19 | +28 | 8  |
| 3  | Schweiz   | 6 | 4 | 0 | 2 | 39 | 24 | +15 | 8  |
| 4  | Tjeckien  | 6 | 4 | 0 | 2 | 32 | 19 | +13 | 8  |
| 5  | Polen     | 7 | 4 | 0 | 3 | 28 | 40 | −12 | 8  |
| 6  | Slovakien | 7 | 3 | 0 | 4 | 40 | 49 | −9  | 6  |
| 7  | Norge     | 7 | 5 | 0 | 2 | 38 | 32 | +6  | 10 |
| 8  | Danmark   | 7 | 3 | 1 | 3 | 48 | 28 | +20 | 7  |
| 9  | Lettland  | 6 | 2 | 0 | 4 | 30 | 36 | −6  | 4  |
| 10 | Tyskland  | 6 | 1 | 1 | 4 | 12 | 54 | −42 | 3  |
| 11 | NFFR      | 6 | 2 | 1 | 3 | 36 | 26 | +10 | 5  |
| 12 | USA       | 6 | 2 | 0 | 4 | 32 | 75 | −43 | 4  |
| 13 | Estland   | 5 | 3 | 0 | 2 | 25 | 21 | +4  | 6  |
| 14 | Singapore | 5 | 1 | 1 | 3 | 13 | 15 | −2  | 3  |
| 15 | Thailand  | 5 | 2 | 0 | 3 | 23 | 26 | −3  | 4  |
| 16 | Italien   | 5 | 0 | 0 | 5 | 7  | 62 | −55 | 0  |